# The Birthday Massacre
The Birthday Massacre (abreviado TBM) es una banda canadiense de rock, formada en 1999 en London (Ontario), y actualmente establecida en Toronto, Ontario. La actual formación consiste de Chibi como cantante principal, Rainbow como guitarrista rítmico, Falcore como guitarrista líder, el tecladista Owen y el bajista Brett Carruthers.
Cuando la banda se formó en 1999, eran conocidos como Imagica. Este nombre fue inspirado por la Literatura fantástica Imajica (1991) de Clive Barker. En 2002, ellos cambiaron su nombre a The Birthday Massacre después de una de sus primeras canciones con el objetivo de evitar confusión con otro grupo. La canción "The Birthday Massacre" fue renombrada a "Happy Birthday". Conforme con su vocalista Chibi: "Funciona bastante bien para la música que estamos haciendo. Una especie de contraste, ¿sabes? Cumpleaños y masacre. Luz y oscuridad. Lindo y malvado".
Una característica particular de esta banda es que todos sus integrantes, actuales o anteriores, utilizan pseudónimos asociados a diversos simbolismos.

## Historia

The Birthday Massacre Bunny Logo

La banda fue formada en 1999 por Rainbow y Chibi (quienes eran compañeros de clase en Fanshawe College en Canadá, luego agregaron a otro compañero de clase, Aslan, y el amigo de la infancia de Rainbow, Michael Falcore. 
La banda comenzó, originalmente, bajo el nombre de Imagica, Durante ese tiempo practicaron sus canciones en el apartamento de Rainbow. En el año 2000 lanzaron un disco demo independiente de siete canciones y de edición limitada (Imagica 1). En ese entonces su formación constó de Chibi (voz), Rainbow (guitarra), Michael Falcore (guitarra), Aslan (bajo), Dank (teclados) y O.E (batería). En ese mismo año tuvieron su primera función en Diversity Nightclub en Londres, Canadá. Luego de esto, Dank deja Imagica y los miembros restantes se mudaron a Toronto, Canadá donde lanzaron su segundo disco demo (Imagica 2). 
Durante el 2001 comenzaron con las grabaciones de su primer disco de estudio. En julio del 2002, ya como The Birthday Massacre, lanzaron independientemente "Nothing and nowhere", ese mismo año O.E abandona la banda. En el 2003, Adm se unió a la banda en los teclados en vivo y Rhim en la percusión. Ese Mismo año la banda toca en diferentes lugares de la escena underground de Toronto para promocionar su música. El 20 de julio del 2004, The Birthday Massacre lanzó de forma independiente un EP de nueve canciones llamado "Violet". 
Siendo una banda indie su página de internet era muy visitada, su reputación creció rápidamente por su sitio web (www.nothingandnowhere.com, ahora inactivo). La popularidad de la canción "video kid" creció gracias a la página web.
La banda llamó la atención de "RepoRecords" (Alemania), los cuales relanzaron el EP "Violet" en Europa, ahora en forma de álbum con 13 canciones (2004). Al final de este año relanzaron (bajo el sello RepoRecords) "Nothing and nowhere" con una nueva carátula. Luego de esto ADM abandonó la banda para seguir con sus proyectos.
En el 2005, la banda firmó con Metrópolis Records y relanzó "Violet" en América del norte y el Reino unido. A fines de ese mismo año lanzaron un DVD, donde Daniel Ouellette fue el director del video "Blue", el cual le da el nombre al DVD. Blue fue Lanzado por RepoRecords, el cual incluye varios vídeos con la colaboración del productor Steve Jones.
En los comienzos del 2006, The Birthday Massacre viajó por Norteamérica, tocando en Canadá, Estados Unidos y México en el "Broken minds tour", gira en donde se añade a la banda O-En (Owen) en el teclado. Ese mismo año la banda participó en diferentes festivales de verano.
El 1 de enero de 2007 se dio un adelanto del que sería el nuevo disco de The Birthday Massacre en MySpace y VampireFreaks con la canción “Kill the lights”, más tarde se dio a conocer la canción “Looking glass”. Antes de que se lanzara el nuevo disco ("Walking with strangers"), Aslan Osiris dejaría la banda por proyectos personales, en ese momento O.E sería el reemplazante de Aslan como bajista (O.E fue el baterista de la banda antes de que llegara Rhim). El 24 de agosto de 2007, sale a la venta de manera digital su nuevo sencillo titulado "Red stars". El 11 de septiembre de 2007 la banda lanzó "Walking with strangers" en América del norte, más tarde fue lanzado en Europa el 21 de septiembre y en el Reino Unido el 22 de octubre de 2007. El 1 de abril de 2008 a las 9:00 p. m. (hora de Toronto, Canadá) la banda lanzó en exclusiva su video "Looking glass" en el MySpace y YouTube oficial. En mayo del 2008 salió a la venta "Looking glass", un EP de 8 temas que viene junto al video de la canción que le da título. Realizaron una gira con Mindless Self Indulgence, Fake Shark - Real Zombie! , Combichrist y Julien-K.
El 9 de febrero de 2010 salió a la venta SHOW AND TELL (Live) en formatos DVD y audio.
El día 14 de septiembre de 2010 salió a la venta su álbum, llamado Pins And Needles.
El 9 de octubre de 2012 salió a la venta el álbum Hide and seek.
En agosto de 2011 salió su EP, Imaginary Monsters.
El 11 de noviembre de 2014 salió a la venta su álbum Superstition.
El 9 de junio de 2017 salió a la venta su álbum Under You Spell.

## Influencias musicales y estilo
Musicalmente se podría clasificar como Synth Rock o Industrial; aunque hay canciones que contienen momentos vocales claramente influenciados por el New Wave y los teclados de la Electrónica de los '80. Letras oscuras y sonidos agresivos de guitarra están combinados con la elegancia de las melodías sintetizadas. Un sonido híbrido que mezcla temas de horror y tragedia con inocencia y diversión para crear un sonido original y versátil. Chibi en una entrevista referente al estilo musical de la banda respondió:
"Nuestra música es una fusión simple de nuestros gustos musicales, el soundtrack de nuestra personalidad."
Hacen énfasis en la niñez, época a la que, según ellos, se han apegado y a la que todos desean volver en algún momento. Esto se refleja en su inspiración por historias como Alicia en el País de las Maravillas o La Historia Interminable. 
La estética de la banda es bastante oscura. A veces con un carácter fetichista, ropa ensangrentada, y ropa de un modelo infantil.
"Nuestra imagen refleja nuestra música y nos ayuda a expandir nuestras ideas. A nosotros nos gusta la atmósfera del escapismo, así que nos acercamos de forma cinematográfica al vestuario, tratamos de llevar al publico a un lugar y tiempo diferente, y la imagen tiene mucho que ver con eso."
Los show en vivo tienden a ser intensos y muy diferentes a lo que uno puede encontrarse al escuchar un disco de estudio de la banda.
"Somos energéticos cuando se trata de estar en el escenario. Las canciones tienden a sonar mucho más pesadas debido a que la actuaciones son muy viscerales."

## Miembros
- Chibi - Voz
- Rainbow -Guitarra rítmica
- Michael Falcore - Guitarra líder
- Nate Manor - Bajo
- Owen - Teclados
- Rhim - Batería

### Exmiembros
- Aslan - Bajo
- Adm - Teclados
- Dank - Teclados
- O.E. - Batería, Bajo
- Brett - Teclados en vivo (primer tour en Estados Unidos)

## Discografía
- Nothing and Nowhere - 2002, relanzado en el 2004
- Violet - 2005
- Walking with Strangers - 2007
- Pins and Needles - 2010
- Hide and Seek - 2012
- Superstition - 2014
- Under your spell - 2017
- Diamonds - 2020
- Fascination - 2022
- Pathways - 2025

## Lecturas de interés
- Entrevista a TBM de www.torontomusicscene.ca
- Entrevista con Chibi y Rainbow de www.metal-ways.com